# Jean-Claude Luche
Pour les articles homonymes, voir Luche.
Jean-Claude Luche, né le 7 août 1952 à Pierrefiche (Aveyron), est un homme politique français.
Membre de l'Union des démocrates et indépendants (UDI), il est maire de Saint-Geniez-d'Olt de 1995 à 2008, président du conseil général puis départemental de l'Aveyron de 2008 à 2017 et sénateur de 2014 à 2020.

## Situation personnelle
Fils d'agriculteurs, Jean-Claude Luche a un frère qui a repris la gestion de la ferme familiale. Il effectue ses études secondaires au collège du Sacré-Cœur puis au lycée Sainte-Marie de Rodez jusqu'au baccalauréat.
En 1973, il commence sa vie professionnelle en tant qu'agent d'assurance. En 1976, il est recruté par le Crédit agricole et travaille à l'agence de Sévérac-le-Château, avant de rejoindre Rodez. Il poursuit ensuite ses fonctions à l'agence d'Onet-le-Château puis au siège du Causse Comtal jusqu'au 31 décembre 2010.
Il est marié et père de trois filles,.

## Parcours politique

### Débuts
Jean-Claude Luche commence son parcours politique en 1983, en entrant au conseil municipal de Pierrefiche comme adjoint au maire. En 1986, à la suite de la démission du maire, il accède au fauteuil de premier magistrat.
Bénéficiant d'une image dynamique, il se présente aux élections cantonales de 1994 dans le canton de Saint-Geniez-d'Olt. Il est élu conseiller général dès le premier tour, avec 63 % des suffrages exprimés.
Aux élections municipales de 1995, il est candidat à Saint-Geniez-d'Olt. Sa liste est élue dès le premier tour, dans son intégralité, ce qui lui permet de devenir maire de la commune. Il est ensuite réélu aux élections municipales de 2001 avec un score proche de 90 % des suffrages exprimés. Sous son administration sont notamment inaugurés le village vacances VVF, un complexe sportif et un terrain de football de compétition.

### Ascension locale
Il devient vice-président du conseil général de l'Aveyron en 1998. Il est réélu dès le premier tour des élections cantonales de 2001 face à quatre candidats, et confirmé à la vice-présidence de l'assemblée départementale.
Il est également président de la communauté de communes des Pays d'Olt et d'Aubrac de 1999 à 2010.
Candidat aux élections législatives de 2002 dans la première circonscription de l'Aveyron, il recueille 11,8 % des voix au premier tour, ce qui ne lui permet pas de se maintenir au second tour. Ses comptes de campagne sont rejetés l'année suivante par le Conseil constitutionnel, qui le déclare inéligible pour une durée d'un an.
Lors des élections cantonales de 2008, face à un seul candidat, il est réélu conseiller général au premier tour de scrutin avec 88,9 % des suffrages. Quelques jours plus tard, il succède à Jean Puech comme président du conseil général de l'Aveyron. Dans le même temps, touché par le cumul des mandats, il quitte ses fonctions de maire de Saint-Geniez-d'Olt.
Candidat et tête de liste UMP pour le département de l'Aveyron lors des élections régionales de 2010 en Midi-Pyrénées, il est élu conseiller régional et démissionne de son mandat d'adjoint au maire — qu'il exerçait depuis 2008 — et du conseil municipal de Saint-Geniez-d'Olt, comme il l'avait annoncé peu avant son élection.
À l'issue des élections cantonales de 2011 dans l'Aveyron, lors desquelles la majorité départementale remporte 14 des 22 cantons renouvelables, Jean-Claude Luche est reconduit à la présidence du conseil général. La même année, il est élevé au rang de chevalier de la Légion d'honneur par l'ancien président Valéry Giscard d'Estaing.
Il est élu conseiller départemental dans le canton de Lot et Palanges au premier tour des élections départementales de 2015 (qui font suite au redécoupage cantonal de 2014 auquel Jean-Claude Luche s'était opposé), en tandem avec Christine Presne. Le 2 avril 2015, il est élu président du conseil départemental de l'Aveyron en confortant sa majorité, qui faisait campagne sous le slogan « L'Aveyron en marche avec Jean-Claude Luche ».

### Parlementaire
Le 28 septembre 2014, il est élu sénateur de l'Aveyron dès le premier tour en recueillant 60,8 % des suffrages exprimés, avec Alain Marc, député et premier vice-président du conseil général. Ils battent l'ancienne ministre déléguée à la Décentralisation du gouvernement Ayrault, Anne-Marie Escoffier,. Au Sénat, il est membre du groupe Union centriste (UC) et de la commission du Développement durable et de l'Aménagement du territoire.
Anticipant la date d'application de la loi sur le cumul des mandats, il annonce en août 2016 qu'il quittera ses fonctions de président du conseil départemental au profit de son mandat parlementaire début 2017, ce qu'il fait effectivement le 23 janvier. Il continue à siéger comme conseiller départemental pour le canton de Lot et Palanges. En novembre 2017, il est chargé par son successeur à la présidence du conseil départemental, Jean-François Galliard, de présider l'agence nouvellement créée « Aveyron Ambition Attractivité », qui vise à promouvoir l'attractivité du département au niveau national.
En janvier 2018, Jean-Claude Luche est nommé rapporteur pour le Sénat du projet de loi pour un État au service d'une société de confiance. L'année suivante, il est rapporteur du projet de loi portant création de l'Office français de la biodiversité. Il dépose au Sénat un amendement en faveur du passage à deux fois deux voies de la route nationale 88 entre Rodez et Sévérac d'Aveyron — lequel est adopté — et cosigne avec Alain Marc, Jean-François Galliard et Arnaud Viala une lettre ouverte au président Emmanuel Macron contre la réduction de la vitesse maximale autorisée de 90 à 80 km/h sur les routes secondaires.
Après 38 ans de mandats politiques, il ne se représente pas aux élections sénatoriales de 2020 ni aux élections départementales de 2021,.

## Détail des mandats et fonctions

### Au Sénat
- 2014-2020 : sénateur de l'Aveyron.

### Au niveau local
- 1983-1986 : adjoint au maire de Pierrefiche.
- 1986-1995 : maire de Pierrefiche[5].
- 1994-2015 : conseiller général de l'Aveyron (élu dans le canton de Saint-Geniez-d'Olt).
- 1995-2008 : maire de Saint-Geniez-d'Olt[5].
- 1998-2008 : vice-président du conseil général de l'Aveyron.
- 1999-2010 : président de la communauté de communes des Pays d'Olt et d'Aubrac[5].
- 2008-2010 : premier adjoint au maire de Saint-Geniez-d'Olt.
- 2008-2015 : président du conseil général de l'Aveyron.
- 2010-2014 : conseiller régional de Midi-Pyrénées.
- 2015-2017 : président du conseil départemental de l'Aveyron.
- 2015-2021 : conseiller départemental de l'Aveyron (élu dans le canton de Lot et Palanges).

### Autres
- 1995-2008 : président du syndicat intercommunal à vocation multiple (SIVOM) de Saint-Geniez-d'Olt.
- 1997-2008 : président-directeur général de la société d'économie mixte de l'Aveyron (SEM 12)[4].
- 1998-2008 : président du comité départemental du tourisme (CDT) de l'Aveyron[4].
- 1998-2001 : président du conseil d'architecture, d'urbanisme et d'environnement (CAUE) de l'Aveyron.
- 2001-2008 : président du syndicat intercommunal d'électricité du département de l'Aveyron (SIEDA).
- 2004-2008 : président du Pays du Haut Rouergue[4].
- 2011-2017 : président du comité départemental du tourisme (CDT) de l'Aveyron.

## Décoration
- Chevalier de la Légion d'honneur (2011)[11].

## Vidéographie
En 2024, Jean-Claude Luche apparaît dans le clip de la chanson Bienvenue chez nous du groupe de rap aveyronnais Antes & Madzes,.